# عبد الملك (اسم)
عبد الملك اسم عربي يطلق على الذكور وهو مستخدم في العهد الحديث كاسم وكلقب وهو مكون من جزئين (عبد) و (الملك) الملك وهو اسم من أسماء الله الحسنى المذكورة في القرآن الكريم

## الأشخاص
- عبد الملك بن مروان
- عبد الملك المظفر بالله
- عبد الملك الأول السعدي
- عبد الملك بن زيدان
- عبد الملك بن سعود بن عبد العزيز آل سعود
- عبد الملك بن إسماعيل
- عبد المالك الدهامشة
- أحمد عيد عبد الملك
- عبد المالك شراد
- عبد الملك ريغي
- عبد المالك زياية
- عبد الملك الحوثي
- بن عبدالمالك رمضان

## أماكن
- ملعب بن عبد المالك رمضان